# Lords of Doom
Lords of Doom ist ein Computerspiel aus dem Jahr 1990. 
Das Spiel wurde von Jörg Karwath vom Entwickler Attic programmiert und über den Publisher Starbyte veröffentlicht. Es handelt sich um eine Mischung aus Adventure und Rollenspiel und war eines der ersten Spiele für den C64, das man mit einer Maus bedienen konnte. Neben dem C64 erschien das Spiel für PC, Amiga und Atari ST. Es ist auch bei den Bestseller Games erschienen. Es ist das einzige Spiel, welches von Attic über diesen Publisher veröffentlicht wurde.

## Spielablauf
Ziel des Spiels ist es, in der Rolle der vier Figuren Sharon, Charlie, Susan Leicester und Abraham Van Halen in einer Stadt namens Vertic den Obervampir, Oberwerwolf, Oberzombie und die Obermumie zu töten. Zur Lösung des Spiels muss der Spieler einige Rätsel lösen, zum Beispiel Munition für die Armbrust oder Silberpatronen für die Pistole herstellen. Dabei muss er auch immer darauf achten, dass die Spielfiguren genug zu essen und zu trinken haben, da sie sonst Gefahr laufen zu verdursten bzw. zu verhungern.
Sobald der Spieler einen der vier Lords tötet, kommt im Spiel der entsprechende Gegnertypus – Vampir, Werwolf, Zombie oder Mumie – folglich nicht mehr vor. Anfangs stehen dem Spieler nur zwei der insgesamt vier spielbaren Charaktere zur Verfügung. Die übrigen zwei müssen erst im Verlauf der Geschichte freigespielt werden.
Das Spiel weist den typischen 3D-Baukastenlook auf, der auch bei Spielen wie Eye of the Beholder oder Elvira verwendet wurde. Insgesamt besteht das Spiel aus 101 verschiedenen Orten und enthält vier verschiedene animierte Gegner.

## Bedienung
Um von einem Ort zum anderen zu gehen, klickt man die Pfeile an, die rings um das Bildfenster angeordnet sind. Ein Richtungspfeil ist nur vorhanden, wenn ein Ausgang in diese Richtung besteht. Klickt man auf einen Pfeil, setzt sich der momentan aktive Charakter in Bewegung und man findet sich im angrenzenden Raum wieder.

## Kopierschutz
Die Originalversion enthält einen Kopierschutz, der das Spiel erschwert und die Lösung nicht mehr ermöglicht. Beim Tod eines Charakters stürzt das Spiel sofort ab. Laut Komplettlösung sollte aber einer der vier Charaktere sein Leben lassen, um die restlichen Drei zu retten.

## Rezeption
Lords of Doom erhielt überwiegend positive Bewertungen. Die ASM vergab die Auszeichnung „ASM-Hit“ und nannte Lords of Doom ein „Adventure, das sich wohltuend aus der Masse hervorhebt“.